# Zate (skladba, Pop Design)
»Wahnsinn« je originalna melodija in skladba, ki jo je posnel nemški šlager pevec Roy Black leta 1986. Glasbo je napisal Candy DeRouge (Wolfgang Detmann), izvirno nemško besedilo pa Irma Holder 
(Irmgard Ederer). 
Skladba je bila izdana kot singel in na albumu Herzblut pri založbi Polydor Records. Aranžiral jo je Jürgen Ehlers, producent pa je bil Jürgen Kramer.
Slovenska skladba »Zate« skupine Pop Design je njen plagiat, kar je oktobra 2010 razkril časopis Žurnal24. Po besedah članov skupine naj bi pesem izdali pod lastnim imenom zato, ker niso našli avtorja izvirnika, ki so ga slišali samo po radiu. Rudan in Košmrlj sta veliko hodila v München po glasbila in to pesem tudi velikokrat slišala po radiu ter jo presnela na kaseto. Ker naj ne bi našla pravega avtorja, se je Košmrlj podpisal kot pravi avtor glasbe (čeprav ni), besedilo pa ni sporno.

## Pop Design
»Zate« je priredba skupine Pop Design iz leta 1989, posemplana melodija izvirne pesmi »Wahnsinn«. Avtor glasbe je Candy DeRouge, nov slovenski tekst pa je napisal ali Košmrlj ali Miran (avtor ni točno znan). 

### Snemanje
Aranžma je naredil Miran Rudan, snemanje pa je potekalo v studiu Tivoli. Skladba je izšla na albumu Slava vojvodine Kranjske pri ZKP RTV Ljubljana na veliki vinilni plošči in kaseti.

### Zasedba

#### Produkcija
- Candy DeRouge (Wolfgang Detmann) – glasba
- Irma Holder (Irmgard Ederer) – besedilo (izvirno nemško)
- Rudan ali Košmrlj – besedilo (nov slovenski tekst)
- Miran Rudan – aranžma
- Bor Zuljan – producent
- Pop Design – producent

#### Studijska izvedba
- Miran Rudan – vokal
- Damjan Tomažin – bobni
- Tone Košmrlj – bas kitara
- Janez Marinšek – kitara
- Lucijan Kodermac – tolkala
- Marko Derling

### Zbor
- Meta
- Zvezda
- Marko
- Bor
- Janez
- Pop Design